# Gnamptoloma virescens
Gnamptoloma virescens là một loài bướm đêm trong họ Geometridae.